# Domenicus van Wijnen

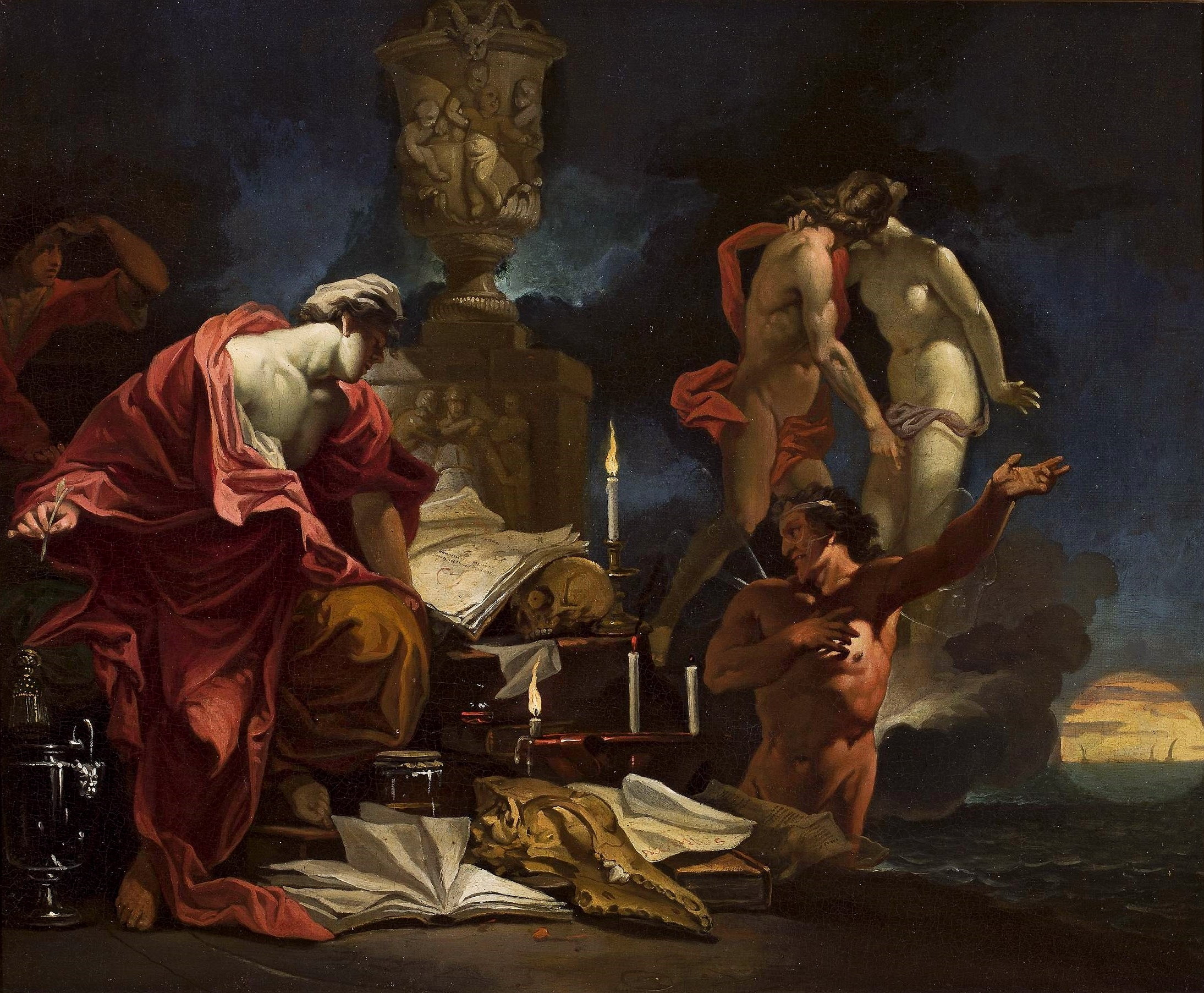
Astrolog obserwujący równonoc jesienną w zbiorach Pałacu w Wilanowie

Domenicus van Wijnen, też Wynen, znany jako Ascanius (ur. 1661 w Amsterdamie, poch. 10 grudnia 1698 tamże) – holenderski malarz barokowy.

## Życiorys
W 1674 studiował malarstwo u Willema Doudijnsa w Hadze, co wynika z zapisu w rejestrze tamtejszej gildii św. Łukasza. W latach 1680–1690 odbył podróż do Rzymu, wraz z Bonaventurą Jansz. van Overbeeckiem. Był członkiem rzymskiego Bentvueghels. W 1690 powrócił do Holandii i osiadł w Amsterdamie.
Uprawiał malarstwo historyczne, malował sceny rodzajowe i kompozycje figuralne.